# Никола Попоски
Никола Живко Попоски (на македонска литературна норма: Никола Попоски) е политик от Северна Македония, бивш министър на външните работи от 2011 до 2017 година.

## Биография
Роден е на 24 октомври 1977 година в Скопие. Завършва Икономическия факултет на Скопския университет, а след това е стипендиант на френското правителство в Университета в Ница. Завършва магистратура по европейска икономика в Европейския колеж в Брюге, Белгия.
Между 2003 и 2004 година работи в управлението на руанското пристанище. До 2004 година е секретар на френското посолство в Република Македония.
През 2010 г. става посланик на Република Македония в Европейския съюз в Брюксел. Говори френски, английски, италиански, нидерландски и хърватски език.